# BARC Aintree 200 1961
BARC Aintree 200 1961 je bila sedma neprvenstvena dirka Formule 1 v sezoni 1961. Odvijala se je 22. aprila 1961 na angleškem dirkališču Aintree Racecourse.

## Dirka
| Poz | Dirkač              | Moštvo                    | Konstruktor       | Čas/Odstop              | Št. m. |
| --- | ------------------- | ------------------------- | ----------------- | ----------------------- | ------ |
| 1   | Jack Brabham        | Cooper Car Company        | Cooper-Climax     | 1.55:17.2               | 2      |
| 2   | Bruce McLaren       | Cooper Car Company        | Cooper-Climax     | + 28.4 s                | 3      |
| 3   | Graham Hill         | Owen Racing Organisation  | BRM-Climax        | + 1:09.8 s              | 1      |
| 4   | John Surtees        | Yeoman Credit Racing Team | Cooper-Climax     | + 1:58.2 s              | 4      |
| 5   | Masten Gregory      | Camoradi International    | Cooper-Climax     | 49 krogov               | 26     |
| 6   | Jack Lewis          | H & L Motors              | Cooper-Climax     | 49 krogov               | 6      |
| 7   | Tony Marsh          | Tony Marsh                | Lotus-Climax      | 49 krogov               | 8      |
| 8   | Roy Salvadori       | Yeoman Credit Racing Team | Cooper-Climax     | 48 krogov               | 9      |
| 9   | Jim Clark           | Team Lotus                | Lotus-Climax      | 48 krogov               | 5      |
| 10  | Innes Ireland       | Team Lotus                | Lotus-Climax      | 48 krogov               | 7      |
| 11  | Gerry Ashmore       | Tim Parnell               | Lotus-Climax      | 48 krogov               | 12     |
| 12  | Shane Summers       | Terry Bartram             | Cooper-Climax     | 47 krogov               | 13     |
| 13  | Keith Greene        | Gilby Engineering         | Gilby-Climax      | 47 krogov               | 27     |
| 14  | Dan Gurney          | Louise Bryden-Brown       | Lotus-Climax      | 47 krogov               | 15     |
| 15  | Cliff Allison       | UDT-Laystall Racing Team  | Lotus-Climax      | 46 krogov               | 11     |
| 16  | André Pilette       | Emeryson Cars             | Emeryson-Climax   | 45 krogov               | 22     |
| 17  | Tony Brooks         | Owen Racing Organisation  | BRM-Climax        | 44 krogov               | 10     |
| 18  | Graham Eden         | Graham Eden               | Cooper-Climax     | 43 krogov               | 19     |
| 19  | Trevor Taylor       | Team Lotus                | Lotus-Climax      | 41 krogov               | 14     |
| DSQ | Ian Burgess         | Camoradi International    | Lotus-Climax      | Nalil olje              | 25     |
| Ods | Henry Taylor        | UDT-Laystall Racing Team  | Lotus-Climax      | Menjalnik               | 17     |
| Ods | Bernard Collomb     | Bernard Collomb           | Cooper-Climax     | Motor                   | 20     |
| Ods | Peter Procter       | Anthony Brooke            | Lotus-Climax      | Vžig                    | 24     |
| Ods | Tim Parnell         | Tim Parnell               | Lotus-Climax      | Motor                   | 28     |
| Ods | Michael May         | Scuderia Colonia          | Lotus-Climax      | Motor                   | 21     |
| Ods | Stirling Moss       | Rob Walker Racing Team    | Cooper-Climax     | Motor                   | 23     |
| Ods | George Morgan       | Tommy Atkins              | Cooper-Climax     | Trčenje                 | 16     |
| Ods | Lucien Bianchi      | Equipe Nationale Belge    | Emeryson-Maserati | Trčenje                 | 18     |
| WD  | Lloyd Casner        | Camoradi International    | Lotus-Climax      | Brez dirkalnika         | -      |
| WD  | Brian Naylor        | JBW Car Co                | JBW-Maserati      | Nepripravljen dirkalnik | -      |
| WD  | Wolfgang Seidel     | Scuderia Colonia          | Lotus-Climax      | Brez dirkalnika         | -      |
| WD  | Willy Mairesse      | Equipe Nationale Belge    | Emeryson-Maserati | Brez dirkalnika         | -      |
| WD  | John Campbell-Jones | John Campbell-Jones       | Cooper-Climax     |                         | -      |